# 善宗寺 (久喜市)
善宗寺（ぜんしゅうじ）は、埼玉県久喜市にある浄土宗の寺院。

## 歴史
延喜年間（901年 - 923年）に開山された。ただし、古文書は散逸しており、詳細は不明である。
1590年（天正6年）、関東地方の新領主となった徳川家康は、家臣の内藤正成を当地に封じた。以降、旗本内藤氏が代々領有することになった。その内藤氏十四代の宝篋印塔が残されている。

## 文化財
- 善宗寺嘉永三年銘宝篋印塔及び宝塔記碑（久喜市指定文化財 平成19年3月29日指定）[2]

## 交通アクセス
- 路線バス下栢間停留所より徒歩3分。